# David Dam
David Dam, auch Dawid Dam (* 20. April 1998), ist ein namibischer Leichtathlet, der sich auf den Mittelstreckenlauf spezialisiert hat.

## Sportliche Laufbahn
Erste internationale Erfahrungen sammelte David Dam im Jahr 2022, als er bei den Afrikameisterschaften in Port Louis mit 1:52,13 min im Halbfinale im 800-Meter-Lauf ausschied. 2024 schied er bei den Afrikaspielen in Accra mit 1:51,10 min ebenfalls im Semifinale aus und belegte mit der namibischen Mixed-Staffel über 4-mal 400 Meter in 3:30,00 min den achten Platz. Im Juni kam er bei den Afrikameisterschaften in Douala mit 1:48,40 min nicht über den Vorlauf über 800 Meter hinaus.
2021 wurde Dam namibischer Meister im 1500-Meter-Lauf sowie 2024 über 800 Meter.

## Persönliche Bestzeiten
- 800 Meter: 1:47,42 min, 18. März 2024 in Accra
- 1500 Meter: 3:56,14 min, 9. April 2022 in Johannesburg